# Нагрудный знак зенитной артиллерии
Нагрудный знак «Сухопутная зенитная артиллерия» (нем. Heeres-Flakabzeichen) — немецкая награда в виде нагрудного знака, которой награждались солдаты и офицеры зенитной артиллерии Вермахта за боевые заслуги, а также служб светового слежения и радарных подразделений, как при отражении нападений вражеских самолетов, так и в рамках боевых действий на земле.

## Основание награждения
Существовала система очков, причем для награждения знаком, нужно было набрать по крайней мере, 16 очков:
- 4 пункта — за уничтожение вражеского самолета тяжелой зенитной батареей или одним легким взводом (без участия других батарей или взводов).
- 2 пункта — за участие в уничтожение вражеского самолета.
- 1 пункт — за первый, ориентированный по звуку захват вражеского самолета в свет прожектора.

## Дизайн
Нагрудный знак представлял собой позолоченный цинковый венок из дубовых листьев, в центре которого помещено изображение орудия калибра 88 мм, над которым расположен имперский орёл, сжимающий в когтях свастику.

## Правила ношения
Нагрудный знак носился с левой стороны сразу под Железным крестом 1-го класса или аналогичной ему наградой. Мог носиться также на гражданской одежде.